# Tezele de la Mangalia
Tezele de la Mangalia au fost măsuri și politici culturale și educaționale adoptate în august 1983 la Consfătuirea de lucru a P.C.R. pe probleme organizatorice și politico-educative.
La consfătuirea de la Mangalia, Nicolae Ceaușescu a criticat dezvoltarea domeniului cultural la acea vreme și a readus în atenție Tezele din iulie ca model cultural dezirabil în direcția ideologizării culturii. Criticile apărute în Tezele de la Mangalia au pornit de la filmul Faleze de nisip (1983), regizat de Dan Pița după scenariul lui Bujor Nedelcovici, și au dus, printre altele la sistarea transmiterii de către TVR a serialului american Omul din Atlantis.
Filmul La capătul liniei (1983), regizat de Dinu Tănase, a fost selectat în cadrul Festivalului de Film pentru Tineret de la Costinești în 1983, dar a fost scos din programele cinematografelor după discursul lui Ceaușescu și nu a mai putut fi difuzat până la căderea regimului comunist.